# Mercedes Aragonés de Juárez
Mercedes Mariana "Nina" Aragonés de Juárez (12 de setembro de 1926 – 25 de julho de 2023) foi uma política argentina que serviu como governadora da província de Santiago del Estero de 2002 a 2004. Esposa do governador de longa data e caudilho Carlos Arturo Juárez, Aragonés foi a última chefe de uma província da Argentina destituída do cargo por intervenção federal.
Ela foi a segunda mulher a servir como governadora de uma província na Argentina e a primeira em Santiago del Estero. Ela assumiu o cargo com a renúncia do governador Carlos Arturo Díaz, em cuja lista Aragonés foi eleita vice-governadora. Em 2004, enfrentando inúmeras acusações de corrupção e peculato, ela foi destituída do cargo pelo presidente Néstor Kirchner através de intervenção federal, um mecanismo constitucional pelo qual o governo federal da Argentina pode intervir num governo provincial.
Além de governadora, ocupou os cargos de Deputada Nacional representando Santiago del Estero, Ministra da Mulher e presidente da seção provincial do Partido Peronista Feminino.
Morreu em 25 de julho de 2023, aos 96 anos, devido à falência de múltiplos órgãos.